# العلاقات الجيبوتية اللاوسية
العلاقات الجيبوتية اللاوسية هي العلاقات الثنائية التي تجمع بين جيبوتي ولاوس.

## مقارنة بين البلدين
هذه مقارنة عامة ومرجعية للدولتين:
| وجه المقارنة                                              | جيبوتي                    | لاوس        |
| --------------------------------------------------------- | ------------------------- | ----------- |
| المساحة (كم2)                                             | 23.20 ألف                 | 236.80 ألف  |
| عدد السكان (نسمة)                                         | 956.99 ألف                | 6.86 مليون  |
| الكثافة السكانية (ن./كم²)                                 | 41.25                     | 28.97       |
| العاصمة                                                   | جيبوتي                    | فيينتيان    |
| اللغة الرسمية                                             | لغة فرنسية، اللغة العربية | اللغة اللاو |
| العملة                                                    | فرنك جيبوتي               | كيب لاوي    |
| الناتج المحلي الإجمالي (بليون دولار)                      | 1.84 مليار                | 16.85 مليار |
| الناتج المحلي الإجمالي (تعادل القوة الشرائية) بليون دولار | 3.10 مليار                | 38.71 مليار |
| الناتج المحلي الإجمالي الاسمي للفرد دولار أمريكي          | 1.95 ألف                  | 1.82 ألف    |
| الناتج المحلي الإجمالي للفرد دولار أمريكي                 | 3.27 ألف                  |             |
| مؤشر التنمية البشرية                                      | 0.470                     | 0.575       |
| رمز المكالمات الدولي                                      | +253                      | +856        |
| رمز الإنترنت                                              | .dj                       | .la         |
| المنطقة الزمنية                                           | ت ع م+03:00               | ت ع م+07:00 |

## منظمات دولية مشتركة
يشترك البلدان في عضوية مجموعة من المنظمات الدولية، منها:
| علم المنظمة | اسم المنظمة                        | تاريخ انضمام جيبوتي | تاريخ انضمام لاوس |
| ----------- | ---------------------------------- | ------------------- | ----------------- |
|             | مؤسسة التنمية الدولية              | 1 أكتوبر 1980       | 28 أكتوبر 1963    |
|             | يونسكو                             | 31 أغسطس 1989       | 9 يوليو 1951      |
|             | وكالة ضمان الاستثمار متعدد الأطراف | 12 يناير 2007       | 5 أبريل 2000      |
|             | الأمم المتحدة                      | 20 سبتمبر 1977      | 14 ديسمبر 1955    |
|             | البنك الدولي للإنشاء والتعمير      | 1 أكتوبر 1980       | 5 يوليو 1961      |
|             | منظمة حظر الأسلحة الكيميائية       | ?                   | ?                 |
|             | مؤسسة التمويل الدولية              | 1 أكتوبر 1980       | 29 يناير 1992     |
|             | منظمة الشرطة الجنائية الدولية      | ?                   | ?                 |

## وصلات خارجية
- موقع وزارة الخارجية اللاوسية